# Кассі (Урвасте)
Кассі (ест. Kassi) — село в Естонії, входить до складу волості Урвасте, повіту Вирумаа.